# Юзаф Казимир Косаковський
Юзаф Казимир Косаковський (пол. Józef Kazimierz Korwin Kossakowski; 16 березня 1738, Шили, Каунаський повіт, зараз Йонавський район, Каунаський повіт, Литва — 9 травня 1794, Варшава
, Польща) — римо-католицький і державний діяч Речі Посполитої. Писар великий литовський (з 1775), титулярний єпископ циненьский і єпископ-суфраган трокський (1775–1781), єпископ інфлянський (з 1781).

## Родина
Походив зі шляхетського роду Косаківських герба «Слєповрон», син Домініка і Маріанни Забелів. Мав братів: гетьмана Симона, коменданта Антонія і воєводу Михайла.

## Діяльність
Закінчив Ковенський єзуїтський колегіум. Підчаший ковенський від 1758, потім суддя земський, посол на сейм. У 1761 висвячений на священника, навчався у Віленській академії, де отримав ступінь доктора філософії, у Варшаві. Виконував обов'язки настоятеля у Волпі і каноніка у Вільнюсі. Від 1764 доглядач віленський. Прихильно ставився до Барської конфедерації, для її підтримки разом із братом Симоном намагаюся створити Генеральну конфедерацію Великого Князівства Литовського, за що його заарештувала влада Російської імперії.
13 березня 1775 призначений титулярним єпископом Цину з обов'язками єпископа-суфрагана Віленської єпархії, одночасно — писар великий литовський. Ворогував з Антонієм Тизенгаузом, після відставки якого перевів багато ремісників з Гродно до своїх маєтків. 17 вересня 1781 призначений Інфляндським єпископом, був також адміністратором Курляндської єпархії. У 1783 Ливонська єпархія на короткий час увійшла до складу Могилевської архиєпархії.
У 1778 отримав Орден святого Станіслава, а у 1781 — Орден Білого Орла.
Для власного збагачення багато займався фінансовими махінаціями і ошуканством. Був прихильником проросійської партії, в 1787 почав отримувати постійну пенсію з російського посольства, був протеже посла Отто Магнуса фон Штакельберга, з його номінації засідав у 1782–1786 в Постійній Раді (в 1764 — 1786 голова департаменту справедливості). Брав участь в роботі Чотирилітнього сейму 1788—1792 . 19 грудня 1791 призначений віленським єпископом-коад'ютором.
Протистояв Конституції 3 травня, разом з братом Симоном очолював Тарговицьку конфедерацію у Великому Князівстві Литовському. За допомогою російських військ фактично отримав владу в Литві, яку намагався приєднати до Російської імперії. Для відторгнення Великого Князівства від Корони заохочував створення окремих державних комісій ВКЛ, якими фактично керував.
Під час повстання на чолі з Костюшком 22 квітня 1794 його маєток конфіскував повстанський уряд, а його самого незабаром засудили і повісили у Варшаві як зрадника.

## Творчість
Займався літературною творчістю. У 1786 опублікував два романи «Ксьондз Плебан» (пол. Ksiądz Pleban) в яких показав найскандальнішу парафію епохи Просвітництва, і «Панич господар» (пол. Panicz gospodarz). У 1787 написав роман «Громадянин» (пол. Obywatel), а в 1791 — «Czarownica» («Чарівниця»). Перекладав із французької мови, автор мемуарів.